# أناستاسيا أوت
أناستاسيا أوت (بالروسية: Отт, Анастасия Владимировна)‏ هي منافسة ألعاب القوى روسية، ولدت في 7 سبتمبر 1988.

## وصلات خارجية
- أناستاسيا أوت على موقع الاتحاد الدولي لألعاب القوى (الإنجليزية)
- أناستاسيا أوت على موقع أوليمبيديا (الإنجليزية)